# Kleppe/Verdalen
Kleppe/Verdalen er en by i Klepp kommune i Rogaland. Byen  har 9.245(2019) indbyggere, og består af de to sammenvoksede byer Kleppe og Verdalen. Kleppe/Verdalen ligger omtrent fem kilometer nord for Bryne.
I Kleppe ligger Jæren Folkehøjskole og Klepp bygdemuseum. Den vestlige del af byen, Verdalen, er i større grad et boligområde. Sydvest for Kleppe/Verdalen ligger Kleppelunden friluftsområde.